# 迈耶斯合成
迈耶斯合成（英語：Meyers synthesis），得名於美国化学家艾伯特·I·迈耶斯，指通过噁嗪水解制取不对称醛类。
2-取代的二氢-1,3-噁嗪的α-氢被强碱（如丁基锂）夺取，生成的碳负离子被卤代烃烷化，然后硼氢化钠将碳氮双键还原，最后在草酸水溶液中水解，半缩胺转变为醛。